# Davor Šuker
Davor Šuker (n. 1 ianuarie 1968, Osijek, RS Croația, RSF Iugoslavia, astăzi în Croația) este un fost fotbalist croat. Cunoscut pentru abilitatea sa de a înscrie goluri, el a jucat ca atacant pentru o serie de cluburi europene cât și pentru Croația, unde este cel mai bun marcator din toate timpurile cu 45 de goluri înscrise.
Šuker și-a început cariera de jucător profesionist la un club din orașul natal, jucând pentru echipa de primă ligă Osijek la numai 16 ani. Spre finalul sezonului a devenit golgheterul ligii. În anul 1989 a semnat cu un club mai mare, Dinamo Zagreb. Războiul de independență al Croației l-a făcut pe acest tânăr de 21 de ani să facă un sezon promițător, care s-a finalizat cu un transfer la Sevilla în 1991.